# Nguyễn Thị Lệ Kim
Nguyễn Thị Lệ Kim (sinh ngày 1 tháng 7 năm 1992) là một vận động viên Taekwondo Việt Nam. Cô là thành viên đội tuyển Taekwondo Việt Nam, đã từng đạt 6 huy chương vàng thế giới, 5 huy chương vàng châu Á và 4 huy chương vàng SEA Games trong bộ môn Taekwondo. Cô đạt chứng nhận huyền đai lục đẳng vào năm 2019, khi 27 tuổi.

## Tiểu sử
Nguyễn Thị Lệ Kim quê ở huyện Tánh Linh, tỉnh Bình Thuận sinh ra trong gia đình thuần nông, có bố đẻ là Nguyễn Đình Sơn và mẹ là Lâm Thị Hoà Thới. Nguyễn Thị Lệ Kim tiếp xúc với Taekwondo từ năm 10 tuổi sau một lần chứng kiến anh trai học võ. Sau khi tốt nghiệp, cô chuyển tới Thành phố Hồ Chí Minh. Thi xong đại học, cô thi giải Thế giới và được triệu tập Đội tuyển quốc gia.

## Sự nghiệp

### Năm 2010
Năm 2010 nhờ được Huấn luyện viên Nguyễn Thanh Huy hướng dẫn, Nguyễn Thị Lệ Kim bắt đầu phát triển năng lực của mình ở nội dung quyền cá nhân nữ. Năm 18 tuổi, cô cùng đội quyền Bình Thuận giành huy chương bạc nội dung đồng đội nữ ở Đại hội Thể dục Thể thao toàn quốc.

### Năm 2011
Tại kỳ Đại hội Thể thao Đông Nam Á đầu tiên trong sự nghiệp của mình vào năm 2011, Nguyễn Thị Lệ Kim ra về với tấm huy chương bạc. Sau đó Lệ Kim bị dính phải chấn thương nặng và suýt giải nghệ.

### Năm 2012
Trở lại thi đấu, Nguyễn Thị Lệ Kim giành 2 huy chương vàng ở giải Taekwondo sinh viên châu Á và giải Taekwondo quân sự thế giới hồi tháng 10 năm 2012. Tại giải vô địch thế giới ở Uzbekistan, nữ vận động viên đã giành tấm huy chương vàng thế giới đầu tiên cho Taekwondo Việt Nam và huy chương bạc quyền đồng đội Giải vô địch thế giới tại Colombia.

### Năm 2013
Năm sau đó tại Giải Vô địch quyền Taekwondo thế giới, cô cùng đồng đội mang về 2 huy chương vàng quyền đồng đội và quyền sáng tạo tại Giải vô địch thế giới tại Indonesia. Nguyễn Thị Lệ Kim, Nguyễn Thị Thu Ngân và Châu Tuyết Vân là 3 nữ võ sỹ giành tấm huy chương vàng đầu tiên cho thể thao Việt Nam tại Đại hội Thể thao Đông Nam Á 2013 trong ngày thi đấu ngày (18 tháng 12) ở môn Taekwondo.

### Năm 2014
Năm 2014, Nguyễn Thị Lệ Kim nhận huy chương vàng ở nội dung quyền đồng đội nữ tiêu chuẩn cùng với Châu Tuyết Vân và Nguyễn Thùy Xuân Linh ở Giải Vô địch quyền Taekwondo thế giới. Sau đó, cô tham gia Giải trẻ và Giải vô địch Đông Nam Á, đoạt được 2 huy chương vàng ở nội dung đồng đội nữ U30 và quyền sáng tạo 5 người.

### Năm 2015
Tại kỳ Đại hội Thể thao Đông Nam Á 2015 ở Singapore đã giành chiếc huy chương vàng Taekwondo đồng đội nữ của bộ ba võ sĩ Châu Tuyết Vân, Nguyễn Thị Lệ Kim và Nguyễn Thùy Xuân Linh.

### Năm 2016
Tại Giải vô địch Quyền Taekwondo thế giới vào năm 2016, ngay trong ngày thi đấu đầu tiên, Việt Nam đã giành được huy chương bạc đồng đội quyền tiêu chuẩn nữ U30 từ ba 3 vận động viên Châu Tuyết Vân, Nguyễn Thi Lệ Kim và Liên Thị Tuyết Mai. Bước sang ngày thi đấu thứ 2, Việt Nam đoạt thêm 2 huy chương bạc và 1 huy chương đồng. Ở nội dung đồng đội quyền sáng tạo trên 17 tuổi của Châu Tuyết Vân, Nguyễn Thị Lệ Kim, Hứa Văn Huy, Nguyễn Thiên Phụng và Lê Thanh Trung giành huy chương bạc.

### Năm 2017
Trong hai tháng 8 và 9 của năm 2017, đội tuyển quyền Taekwondo Việt Nam tham dự liền 3 giải đấu và đạt thành tích đáng kể ở tất cả các giải này. Nguyễn Thị Lệ Kim cùng Châu Tuyết Vân, Nguyễn Thị Tuyết Mai giành 3 huy chương vàng ở nội dung quyền đồng đội nữ tại Đại hội Thể thao Đông Nam Á 2017 và Đại hội Thể thao Trong nhà và Võ thuật châu Á.

### Năm 2018
Năm sau, tấm huy chương vàng đầu tiên của đoàn Việt Nam tới ở nội dung quyền taekwondo đồng đội nữ dưới 30 tuổi. Ba võ sĩ Ngô Thị Thuỳ Dung, Liên Thị Tuyết Mai và Nguyễn Thị Lệ Kim đã có màn thể hiện tốt để mang về số điểm 8.210.

### Năm 2019
Tại Đại hội Thể thao Đông Nam Á 2019, Châu Tuyết Vân, Liên Thị Tuyết Mai, Nguyễn Thị Lệ Kim đã bảo vệ thành công tấm huy chương vàng ở nội dung Quyền đồng đội nữ.

### Năm 2020
Năm 2020, Nguyễn Thị Lệ Kim cùng các đồng đội đã giành 1 huy chương vàng nội dung đồng đội nữ và 1 huy chương đồng quyền sáng tạo 5 người trong Giải Vô địch Taekwondo Quốc gia 2020.

### Năm 2021
Tại Giải vô địch các CLB Taekwondo toàn quốc diễn ra vào năm 2021, Nguyễn Thị Lệ Kim đã dành tấm huy chương vàng.

### Năm 2024
Ngày 15 tháng 5 năm 2024 Châu Tuyết Vân, Liên Thị Tuyết Mai và Nguyễn Thị Lệ Kim giành huy chương vàng tại giải vô địch quyền taekwondo châu Á năm 2024 ở nội dung quyền tiêu chuẩn đồng đội nữ T30.

## Thành tích nổi bật

### Thể thao
| Năm  | Giải đấu                                               | Nơi diễn ra | Thành tích      | Nguồn  |
| ---- | ------------------------------------------------------ | ----------- | --------------- | ------ |
| 2010 | Giải Taekwondo quyền vô địch thế giới                  | Tashkent    | Huy chương vàng | [ 9 ]  |
| 2010 | Đại hội Thể dục Thể thao toàn quốc                     | Việt Nam    | Huy chương bạc  | [ 10 ] |
| 2011 | Đại hội Thể thao Đông Nam Á 2011                       | Indonesia   | Huy chương bạc  | [ 11 ] |
| 2011 | Giải Taekwondo quyền vô địch thế giới lần 6            | Nga         | Huy chương bạc  | [ 10 ] |
| 2011 | Giải Taekwondo quyền vô địch thế giới lần 6            | Nga         | Huy chương đồng | [ 10 ] |
| 2012 | Giải Taekwondo quyền vô địch thế giới                  | Uzbekistan  | Huy chương vàng | [ 2 ]  |
| 2012 | Giải Taekwondo sinh viên châu Á                        | Malaysia    | Huy chương vàng | [ 2 ]  |
| 2012 | Giải Taekwondo quân sự thế giới                        | Việt Nam    | Huy chương vàng | [ 2 ]  |
| 2012 | Giải Taekwondo quyền vô địch thế giới                  | Colombia    | Huy chương bạc  | [ 12 ] |
| 2013 | Giải Vô địch quyền Taekwondo thế giới                  | Indonesia   | Huy chương vàng | [ 13 ] |
| 2013 | Đại hội Thể thao Đông Nam Á 2013                       | Myanmar     | Huy chương vàng | [ 14 ] |
| 2014 | Giải Vô địch quyền Taekwondo thế giới                  | Việt Nam    | Huy chương vàng | [ 15 ] |
| 2015 | Đại hội Thể thao Đông Nam Á 2015                       | Singapore   | Huy chương vàng | [ 16 ] |
| 2015 | Giải vô địch Đông Nam Á                                | Việt Nam    | Huy chương vàng | [ 17 ] |
| 2015 | Giải vô địch Taekwondo các lứa tuổi trẻ toàn quốc 2015 | Việt Nam    | Huy chương vàng | [ 18 ] |
| 2016 | Giải vô địch châu Á                                    | Việt Nam    | Huy chương vàng | [ 19 ] |
| 2016 | Giải vô địch châu Á                                    | Việt Nam    | Huy chương đồng | [ 19 ] |
| 2017 | Đại hội Thể thao Đông Nam Á 2017                       | Malaysia    | Huy chương vàng | [ 20 ] |
| 2017 | Đại hội Thể thao Trong nhà và Võ thuật châu Á          | Nhật Bản    | Huy chương vàng | [ 21 ] |
| 2017 | Đại hội Thể thao Sinh viên Thế giới                    | Trung Quốc  | Huy chương vàng | [ 22 ] |
| 2018 | Giải vô địch Taekwondo châu Á                          | Việt Nam    | Huy chương vàng | [ 23 ] |
| 2019 | Đại hội Thể thao Đông Nam Á 2019                       | Philippines | Huy chương vàng | [ 24 ] |
| 2021 | Giải vô địch các CLB Taekwondo toàn quốc               | Việt Nam    | Huy chương vàng | [ 25 ] |
| 2024 | Giải Vô địch Taekwondo châu Á                          | Việt Nam    | Huy chương vàng | [ 8 ]  |

## Thành tích
- 4 bằng khen Thủ tướng Chính phủ những năm (2011, 2012, 2013, 2015).[26]
- 1 Huân chương Lao Động hạng 3 năm 2018.[26]
- 1 Huân chương Thanh niên tiên tiến làm theo lời Bác 2020.[26]
- Huân chương Lao động hạng Nhất (năm 2025)[27]

## Gia đình
Cô có một người em gái tên Nguyễn Thị Kim Hà sinh năm 2000 hiện đang giữ huyền đai tứ đẳng, đã đạt được 2 huy chương vàng tại Giải vô địch Đông Nam Á, 1 huy chương Bạc và 1 huy chương đồng tại Giải vô địch Taekwondo trẻ thế giới, 1 huy chương vàng và 1 huy chương đồng tại Giải vô địch Taekwondo bãi biển thế giới, 2 huy chương vàng tại Giải vô địch Taekwondo quốc tế Pháp mở rộng.